# ササラダニ
ササラダニは、節足動物門鋏角亜門クモガタ綱汎ササラダニ目ササラダニ亜目（Oribatida、別名隠気門亜目Cryptostigmata）に属するダニの総称である。ダニ類であるが、土壌中で腐植を餌にしている。体は固く、昆虫のコウチュウ目のような姿をしている。地上で最も数が多い節足動物のひとつである。体長は大きいものでも2mmまで、小さいものは0.5mm以下のものもある。

## 特徴
足は4対、体は頭胸部（とうきょうぶ）と腹部からなる。頭には触肢と鋏状の鋏角があるが、頭部の下側に隠れて見えにくい。頭胸部と腹部は幅広くつながっている。頭胸部の、腹部につながる部分の近くの背面両側に小さな穴(胴感杯)があり、そこから短い毛のようなものが1本ずつ突き出ている。これを胴感毛という。種類によってさまざまな形のものがあり、種を同定するときの特徴として利用されていることが多い。ある種のササラダニで、この形が簓（ささら）のようだというのが、この仲間全体を指す名前のもとになっている。
腹部は丸いもの、四角いものとさまざま。表面にはでこぼこがあったりツルツルだったり、毛がはえていたりする。毛の形も様々である。腹部の腹面を見ると、前後に2つの両開きになった蓋が見られる。前方が生殖孔、後方が肛門である。
足は4対、ふしくれだっているものが多い。足先には爪がある。爪は1本と3本のものが多いが、原始的なササラダニでは2本のものもいる。
幼虫は柔らかいが、成虫では、ごくわずかの例外を除いて、全身が丈夫な外骨格に覆われて固い。色もそれらしく、茶色から黒にかけての丈夫そうな色が多い。他にも黄褐色、淡黄色もあるが派手な色彩のものはほとんどない。種類によるが、背中にでこぼこがあったり、表面に稜が並んでいたり、それぞれに独特の姿をしているが、丈夫な体とふしくれだった足のお陰で、頑丈そうで、いわゆるダニ的ないやらしさが少なく、ちょっと昆虫のコウチュウ目のものを思わせる、ユーモラスで、多様な姿をしている。動きも、やや鈍いものが多い。
ササラダニは幼虫-第一若虫-第二若虫-第三若虫-成虫と4回の脱皮を行う。幼虫は足が3対、若虫は生殖門にある吸盤と呼ばれるものの数で判断ができる（第一若虫は1つ、第二若虫は2つ、第三若虫は3つ）。成虫の吸盤の数も3つだが、卵を持っていたら成虫と区別できる。また、成虫では生殖孔が観音開きの板（生殖孔板）で明確に堅く形成され、なによりも、多くの分類群で成虫は体全体が硬く茶色または黒（幼虫・若虫は白の場合が多い）になるので、判断はつきやすい。

## 奇妙な姿
ジュズダニ科(Damaeidae)は、足が長く、節々が丸く膨らむのが数珠を思わせるということからついた名であるが、多くのものが背中に脱皮殻やゴミを背負う。ウズタカダニ科(Lodidae)、カゴセオイダニ科(Basilobelbidae)、アミメマントダニ科(Heterobelbidae)は、やはり脱皮殻を背負うが、やや平べったい脱皮殻の背中部分が密接に重なったものをきっちりと背中にくっつけている。ウズタカダニ科のある種では生まれたときから脱皮殻をずっと持ち続けるため、大きさの異なる脱皮殻が積み重なりカサガイをかついでいるようにも見える。
イカダニというのは、頭胸部が細長く、基部に向かって左右に側面が突き出るのが、イカの形に見えることからの命名である。ヤマトオオイカダニは、南日本の森林土壌に普通に見られる大型種である。
腹部の側面に翼のような広がりをもったものもある。腹部前端付近が薄く伸びて、足の上を覆うようになっているものが多い。その中で、フリソデダニの仲間は、伸びた翼が丸くなって、基部で狭まり、そこで折れ曲がるようになっていることからその名が付いた。これは可動式であり、羽ばたくことができる。
イレコダニ類の腹部は丸く、頭胸部の下面に足が生え、足をそろえて、頭胸部を折り曲げると、足は頭胸部と腹部の隙間に収まり、腹部前端を頭胸部で蓋をしたようになり、全身つるんとした、楕円形のボールとなってしまう。哺乳類のアルマジロの防御姿勢によく似ている。小型のヒメヘソイレコダニが普通種である。
ササラダニ類は国内種については、基本的にすべて和名が与えられている。

## 生活環境
ササラダニは一般的に落葉など植物遺体、腐植などで、菌類食のものもある。多くのものが土壌動物として出現する。土壌中の個体数は、昆虫のトビムシ類と並び、最も数が多い土壌動物のひとつである。ササラダニは鋏角で植物遺体をかじる。ただし、植物繊維などを分解する能力がないので、実際の分解は細菌や菌類が行なっている。ササラダニが食った植物片のうち、そこに含まれていた菌類の菌糸や胞子のみが分解されて無くなっていたとの調査もある。しかし、これはササラダニが植物遺体の分解に寄与していないということではない。ササラダニなどの小型動物が植物遺体を砕片にすることによって、菌類による分解も促進されると考えられ、両者は互いにそれなりの利益を得ながら、植物の分解を行なっている。また、食ったものを粒状の糞として排出することが、土壌の団粒構造を形成する役に立っている。
一部のササラダニは、菌類を直接に食べる。枯れ木の表面に生える菌のコロニーにダニが止まっているのを見かけることがよくある。双眼実体顕微鏡下でならば、菌糸などをちぎって食べる様子を観察することができる。また、他の昆虫などの死体を食べるものや、生きた微生物や線虫などの体液を吸い、場合によっては共食いもする捕食性のササラダニもいる。
森林の土壌中にはたくさんの種類がいる。一般に、日本の中南部の広葉樹林では、1ヵ所につき、約60種くらいのササラダニが生息しているといわれる。森林の植生が異なれば、ササラダニ相に違いが見られる。二次林や人工林、草原や畑地では、森林性のササラダニは次第に減少し、乾燥に耐えると思われる種が増加する。また、森林伐採が行なわれれば、出現する種構成も変化する。そこで、ササラダニの種構成を、環境に対する生物指標とすることが試みられている。
なお、土壌というものが均一な質を持って広がっているという把握をしがちであるが、実際はそうは言えない面も多い。例えば生きた木の根の周辺は根圏と呼ばれ、根の影響の元に独特の環境として区別できる。ササラダニの食物は植物遺体だが、植物の種や部分によって成分や構造が違うのと同じように、分解過程やその内容にも差があり、ササラダニの餌としての質も異なる可能性がある。実際に、落葉や土壌の層から、特定種の枯れ枝、果実、松ぼっくりなどを拾い出して、そこから採集を行えば、試料によって違った種が採集されるという報告もある。
ササラダニは、土壌中から主に採集される。そのため、研究対象は土壌を中心に行なわれた。しかし、それ以外にも、様々な環境に生息するものがいる。生態学が注目を浴び始めたころ、森林全体の生物量を把握すべく、樹木全体に農薬を用いて、そこに生息する動物全部を採集する試みが行なわれた。すると、樹皮上に多数のササラダニが生息することが分かった。しかも、そのすべてが新種であった。つまり、樹上性のササラダニという新しいジャンルが発見されたのである。現在では、樹皮のコケ群落や、樹皮の隙間などにも特有の種が生息していることが知られている。樹上で生活するササラダニの特徴として、爪が3本である、胴感毛が丸いなどがある。土壌と樹上の種に同じものはほとんどいないため、両者の間に交流がないと考えられている。
都市の道路沿いの植え込みや、ブロックの隙間に生える苔、コンクリートで作られた港など人工的な環境にも少数ながら生息する種がある。出現する種は限られるが、森林には出現しないものも存在する。それらは、本来の自然界では、海岸の岩場などに生活する種であったらしい。
水中にも少数ながらササラダニが生息する。水底で藻類や落葉を食っているものである。ミズダニ類のように泳ぎ回ることはない。
およそ、考えられる限りの範囲で、コケ・地衣類を含む陸上植物の生息する場所であれば、その遺体やそれにつく菌類を食べて、ササラダニが生息する。最も奇妙な生息環境の一つは、コウチュウ目の昆虫であるゾウムシの1種の背中である。ニューギニア産のゾウムシに、その背中に地衣類が着生するものがおり、その地衣類の上に生息するササラダニの固有種が知られている。
また、東南アジアのアリの一種に、巣内にササラダニを飼育しているものが発見されている。このササラダニはほとんど運動せず、アリに運ばれ、アリによって餌を与えられる。産卵時も、アリが卵を引っ張り出すという。ダニは体が柔らかく、時にアリの餌になっている。人間以外の動物に於ける家畜飼育の例として注目されている。

## 人間とのかかわり
いわゆる分解者として、自然界の仕組みの中では重要な位置を占める。その意味では無関係ではないが、普段それが意識されることはまずない。菌食のものについては、植物病理学の分野で、病原性の菌類を抑制する効果が研究されている。他方、拡張条虫など、家畜の寄生虫の中間宿主となるものも知られており、その方面でも注目される場合がある。

## 分類
ダニ類はあまりに多様なので、亜目をそれぞれ目として独立させるべきとの説もある。したがって、ササラダニ目として独立させる場合もある。現在170以上の科が認められる。種類数は日本で800以上が報告されている。そのうち300以上が青木淳一の新種記載になるものである。
ササラダニ亜目
ムカシササラダニ科
シリケンダニ科
ヒワダニ科
ヒワダニモドキ科
ゾウイレコダニ科
ニセイレコダニ科
カザリヒワダニ科
イエササラダニ科
チョウチンダニ科
フシイレコダニ科
ケバヒワダニ科
ダルマヒワダニ科
ツルギマイコダニ科
マイコダニ科
ヒゲヅツダニ科
ウスギヌダニ科
イレコダニ科
タテイレコダニ科
ヘソイレコダニ科
ツツハラダニ科
ユウレイダニ科
トノサマダニ科
ハラミゾダニ科
アミメオニダニ科
オニダニ科
モンツキダニ科
コナダニモドキ科
ツキノワダニ科
ニオウダニ科
ドビンダニ科
ウズタカダニ科
スネナガダニ科
ヒラセナダニ科
アナメダニ科
オオホソギダニ科
ジュズダニモドキ科
ジュズダニ科
カタスジダニ科
マンジュウダニ科
チビイブシダニ科
ドテラダニ科
ケタヨセダニ科
ヤッコダニ科
トガリモリダニ科
クシゲダニ科
イチモンジダニ科
ホソクモスケダニ科
クモスケダニ科
アミメマントダニ科
カゴセオイダニ科
モリダニ科
カタコブダニ科
ハネアシダニ科
マルトゲダニ科
ツヤタマゴダニ科
ザラタマゴダニ科
ダルマタマゴダニ科
セマルダニ科
イトノコダニ科
イブシダニ科
ダイコクダニ科
タカネシワダニ科
クワガタダニ科
イカダニ科
イカダニモドキ科
センロダニ科
フチカザリダニ科
ハラゲダニ科
ツブダニ科
クチバシダニ科
ヨスジダニ科
マドダニ科
オオアナダニ科
ミズノロダニ科：淡水性
ミズコソデダニ科
スッポンダニ科
コズエダニ科
エボシダニ科
モンガラダニ科
レンズダニ科
ケタフリソデダニ科
マルコバネダニ科
シダレコソデダニ科
ナガコソデダニ科
ナガコソデダニ科
コイタダニ科
コソデダニ科
エリカドコイタダニ科
オトヒメダニ科
マブカダニ科
イッポンマブカダニ科
マキバネダニ科
コバネダニ科
カブトダニ科
カッチュウダニ科
ハネツナギダニ科
ハナスジダニ科
エンマダニ科
ケタカムリダニ科
ツノバネダニ科
フリソデダニモドキ科
フリソデダニ科
ツノフリソデダニ科